# Hartmut Mehls
Hartmut Mehls  (* 25. Februar 1937 in Bärfelde bei Neudamm im Landkreis Königsberg Nm.; † 4. August 2022 in Berlin) war ein deutscher Historiker.

## Leben

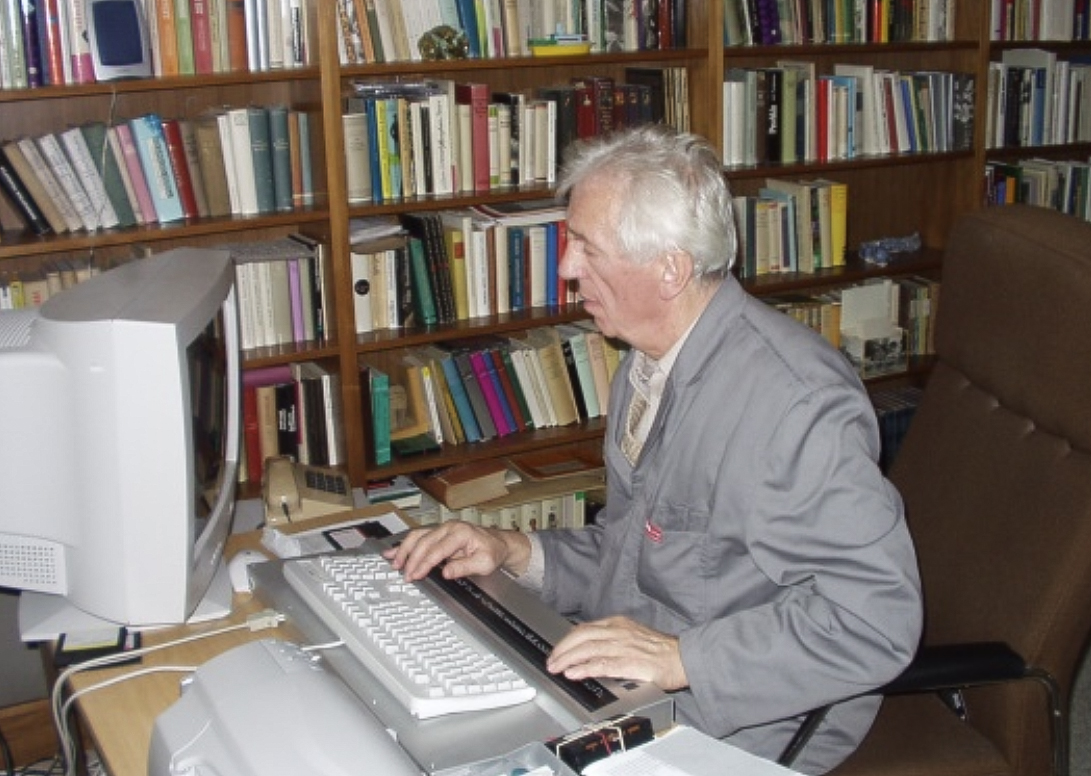
Hartmut Mehls (2003)

Hartmut Mehls wurde am 25. Februar 1937 in Bärfelde im Landkreis Königsberg (heute Republik Polen) als mittlerer von drei Söhnen geboren. Während der Kampfhandlungen im Zweiten Weltkrieg wurde Bärfelde im Januar 1945 von der Roten Armee eingenommen und gehörte nun unmittelbar zum Kampfgebiet. Bei dem Versuch, drei Monate später Fundmunition zu vernichten, verletzte sich Hartmut Mehls schwer. Auch wenn sein Leben durch einen sowjetischen Sanitäter gerettet werden konnte, so führte die Verletzung in den folgenden Jahren zur Erblindung.
Im Juni 1945 wurde seine Familie in ein Dorf bei Gransee in Brandenburg umgesiedelt. Aufgrund seiner bereits stark eingeschränkten Sehkraft war ein regulärer Schulbesuch nicht möglich. Ab 1950 besuchte er die Blindenschule in Berlin-Steglitz. Hier lernte er im Alter von 14 Jahren das Lesen und Schreiben. Im Jahr 1951 wechselte er zur neu gegründeten Blindenschule in Königs Wusterhausen und erlangte dort 1957 sein Abitur. Ab 1958 studierten Hartmut Mehls und seine Frau Ellen Mehls, geb. Giese, Geschichte und Germanistik an der Philosophischen Fakultät der Humboldt-Universität Berlin. 1967 trat er in die Sozialistische Einheitspartei Deutschlands (SED) ein.

## Engagement für Erblindende
Seine Erblindung war für Hartmut Mehls der Ausgangspunkt für sein Engagement im Blinden-und-Sehschwachen-Verband der DDR (BSV). Bereits seit 1957 war er hier ehrenamtlich als Mitglied tätig. Ab 1963 spielte er eine maßgebliche Rolle bei der Gründung der Kreisorganisation Berlin-Mitte des BSV. In den Jahren 1965 bis 1973 war er Mitglied im Zentralvorstand des BSV und übernahm dabei die Verantwortung für die Jugendarbeit. Von 1973 bis 1982 wirkte er als Mitglied im Bezirksvorstand Berlin des BSV und leitete von 1996 bis 2016 die Bezirksgruppe Berlin-Mitte des Allgemeinen Blinden- und Sehbehindertenvereins (ABSV).
Darüber hinaus engagierte er sich für die Aufarbeitung der Geschichte des Blindenwesens und setzte sich für eine verbesserte Rehabilitation der steigenden Zahl an Menschen ein, die sich im Erblindungsprozess befanden. Von 2000 bis 2008 übernahm er ehrenamtlich die Leitung des Deutschen Blinden-Museums in Berlin-Steglitz.
Hartmut Mehls starb am 4. August 2022 in Berlin.

## Wissenschaftliches Wirken
Nach Abschluss ihres Studiums im Jahr 1962 arbeiteten Hartmut und Ellen Mehls gemeinsam als wissenschaftliche Mitarbeiter an der Akademie der Wissenschaften der DDR, bis diese am 31. Dezember 1991 aufgelöst wurde.
Höhepunkte seiner beruflichen Tätigkeit waren die Publikation „13. August - Illustrierte historische Hefte 17“, die er gemeinsam mit seiner Ehefrau im Jahr 1979 veröffentlichte, sowie die Dokumentensammlung „Im Schatten der Mauer“ (1990). In den Thesen „Zu den Ursachen der Grenzschließung am 13. August 1961“ reflektierte er 1991 noch einmal die damaligen Ereignisse. In seinem Beitrag „Reformwille und Parteiräson“ fasste er schließlich 1995 seine Erfahrungen aus der Arbeit am Akademie-Institut für Geschichte zusammen.
Hartmut Mehls war ab 1968 stellvertretender Vorsitzender der Kommission zur Erforschung der Berliner Arbeiterbewegung. Schwerpunkte seines Schaffens bildeten zwischen 1974 und 1982 die Erforschung der Geschichte verschiedener Berliner Großbetriebe sowie ab 1982 Untersuchungen zur Gestaltung des Lebens in sozialistischen Großstädten.
1991 und 1992 war er Projektleiter bei der Koordinierungs- und Abwicklungsstelle für die Institute und Einrichtungen der ehemaligen Akademie der Wissenschaften der DDR (KAI d AdW) und der Berlin-Brandenburgischen Akademie der Wissenschaften. Hartmut Mehls wurde mit der Aufgabe betraut, die Archivalien des Zentralinstituts für Geschichte zu sichern und eine erste Auswertung vorzunehmen.
Neben seiner Tätigkeit als wissenschaftlicher Mitarbeiter übernahm Hartmut Mehls in den Jahren 1967, 1968, 1986 und 1998 Lehraufträge an der Humboldt-Universität. In den Jahren 1985 bis 1989 war er zudem Mitglied des Zentralvorstandes der Gesellschaft für Heimatgeschichte im Kulturbund der DDR und leitete ehrenamtlich die Arbeitsgruppe für Stadtgeschichte. Ab 1990 war er Mitglied des Vereins Gesellschaft für Heimatgeschichte (GfH) e.V.
Mit Beginn der 1990er Jahre konzentrierte er sich auf die Aufarbeitung der Geschichte des Allgemeinen Blinden- und Sehbehindertenvereins (ABSV) und veröffentlichte verschiedene Artikel zum Thema Inklusion. Dabei betonte er sowohl die Bedeutung der Rehabilitation als Voraussetzung für die gesellschaftliche Teilhabe sehbehinderter Menschen als auch die Sensibilisierung von Verantwortlichen und Betroffenen.

## Veröffentlichungen
- mit Helmuth Stoecker und Ellen Mehls: Die Eroberung des Nordostens. In: Helmuth Stoecker (Hrsg.): Kamerun unter deutscher Kolonialherrschaft Band 2. Deutscher Verlag der Wissenschaften, Berlin 1968, S. 55–179.
- als Mitglied des Autorenkollektivs: Signal auf Grün – Geschichte des VEB Werk für Signal- und Sicherungstechnik Berlin. Verlag Tribüne, Berlin 1981.
- mit Ellen Mehls: 13. August. (= Illustrierte historische Hefte 17). Deutscher Verlag der Wissenschaften, Berlin 1979.
- Im Schatten der Mauer. Dokumente. 12. August bis 29. September 1961. Deutscher Verlag der Wissenschaften, Berlin 1990.
- Zu den Ursachen der Grenzschließung am 13. August 1961 (Thesen). In: UTOPIE Kreativ Heft 12, August 1991, S. 71–78.
- Arbeiterwohnungsbau und Wohnerfahrungen in Hoyerswerda zwischen 1955 und 1965. In: Peter Hübner (Hrsg.): Niederlausitzer Industriearbeiter 1935 bis 1970. Studien zur Sozialgeschichte.  (= Zeithistorische Studien. Herausgegeben vom Zentrum für Zeithistorische Forschung Potsdam Band 7). Akademie-Verlag, Berlin, 1995, ISBN 3-05-003006-2, S. 233–262.
- Reformwille und Parteiräson. Zur Frage widerständigen Verhaltens am Akademie-Institut für Geschichte. In: Martin Sabrow, Peter Th. Walther (Hrsg.): Historische Forschung und sozialistische Diktatur. Beiträge zur Geschichtswissenschaft der DDR. Leipziger Universitätsverlag 1995, S. 226–243.
- 125 Jahre Blindenselbsthilfe – Die Geschichte des Allgemeinen Blinden- und Sehbehindertenvereins Berlin gegr. 1874 e. V. Allgemeiner Blinden- und Sehbehindertenvereins Berlin gegr. 1874 e. V., Berlin 1999.
- Aus Träumen geboren – Die Selbsthilfe von blinden Frauen im Jemen. In: Jemen-Report (Jg. 32), Heft 2, 2001.
- Deutscher Verein der Blinden und Sehbehinderten in Studium und Beruf e.V.: Doch die nicht sehen, zählt man nicht! - Die Notwendigkeit einer zuverlässigen Statistik über Blinde und Sehbehinderte. In: Horus 1/2002.
- Zur Blendung begnadigt – Erblindung und Blendung im Kriege. In: Kriegsblindenjahrbuch 2004, S. 43–49.
- 200 Jahre Blindenbildung in Deutschland (1806–2006). edition bentheim, Würzburg 2006.
- Blindenhilfswerk Berlin e.V. 1886–2011. Blindenhilfswerk Berlin e.V., Berlin 2011.
- Ich sehe es anders. In: ABSV Vereinsnachrichten 10/2015.